# Амагісан-Мару
Амагісан-Мару (Amagisan Maru) — судно, яке взяло участь у операціях японських збройних сил на Філіппнах, у Індонезії, в Мікронезії та архіпелазі Бісмарка.

## Початок історії судна
Судно спорудили в 1932 році на верфі Mitsui Bussan K.K. Zosensho в Тамі для компанії Mitsui Bussan.
28 вересня 1941-го Амагісан-Мару реквізували для потреб Імперського флоту Японії. З 6 жовтня по 13 листопада воно пройшло певну модернізацію на верфі ВМФ у Майдзуру.

## Операції на Філіппінах та в Індонезії
1—5 грудня 1941-го Амагісан-Мару з військами для майбутнього десанту на південь Філіппін перейшло з Такао (наразі Гаосюн на Тайвані) до Палау (важлива база на заході Каролінських островів). Тут його включили до складу транспортного загону, який 16—17 грудня вийшов з Палау та попрямував до Давао (південне узбережжя острова Мінданао), де в ніч проти 20 грудня здійснив висадку.
9 січня 1942-го Амагісан-Мару та ще 9 транспортних суден вирушили з Давао на південь і в ніч проти 11 січня провели висадку десанту в Менадо на північно-східному півострові острова Целебес. У другій половині дня 11 січня Амагісан-Мару зазнало незначних пошкоджень від близького вибуху внаслідок нальоту на район висадки кількох нідерландських бомбардувальників.
У останній декаді січня 1942-го судно опинилось в районі Кендарі на південно-східному півострові острова Целебес (тут японці висадились у ніч проти 24 число). 27—29 січня Амагісан-Мару здійснило перехід у складі конвою до Менадо.
14 лютого 1942-го Амагісан-Мару перебувало у Філіппінському морі за півтори сотні кілометрів на схід від Давао. Тут його перестрів американський підводний човен USS Swordfish, який випустив дві торпеди та досягнув одного влучання. Втім, пошкоджене судно змогло полишити місце нападу та дійти до затоки Пуджада-Бей, що за сім десятків кілометрів. Згодом Амагісан-Мару опинилось у Давао, при цьому йому надавало допомогу рятувальне судно Юшо-Мару (Yusho Maru). Аварійно-відновлювальні роботи в Давао затягнулись до кінця червня та були завершені за допомогою ремонтного судна Ямабіко-Мару. Після цього 1 липня Амагісан-Мару полишило південні Філіппіни та попрямувало до Японії для основного ремонту. Під час переходу воно спершу зайшло до Маніли, а 15—22 липня перебувало в Мако (значна база ВМФ на Пескадорських островах у південній частині Тайванської протоки), де провели ще один раунд аварійного ремонту. Нарешті 27 липня судно досягнуло Японії і наступної доби прибуло в Таму, де стало в док «рідної» верфі Mitsui Bussan K.K. Zosensho. Лише 18 лютого 1943-го ремонтні роботи завершились.

## Рейси до Мікронезії та архіпелагу Бісмарка
9—17 березня 1943-го Амагісан-Мару здійснило перехід з Йокосуки до атола Кваджелейн на Маршаллових островах. 22 березня воно вирушило звідси на захід та 25 числа досягнуло атола Трук у центральній частині Каролінських островів (тут ще до війни створили потужну базу японського ВМФ, з якої до лютого 1944-го провадились операції в цілому ряді архіпелагів).
31 березня 1943-го Амагісан-Мару вирушило з Труку та на початку квітня прибуло до Рабаулу — головної передової бази в архіпелазі Бісмарка, з якої здійснювались операції на Соломонових островах та сході Нової Гвінеї. 23—27 квітня здійснило у складі конвою перехід назад на Трук, а 2—12 травня пройшло разом з конвоєм № 4502 до Йокосуки.
Наступні кілька тижнів Амагісан-Мару провело в Японії, де відвідало Йокогаму, Токіо, Нагою, а 7—15 червня 1943-го здійснило перехід з Йокосуки на Трук у складі конвою № 3607.

## Рейс на Борнео та до архіпелагу Бісмарка
У середині серпня 1943-го судно перебувало в Індонезії в Балікпапані (центр нафтової промисловості на сході острова Борнео), де зазнало незначних пошкоджень при нальоті ворожих бомбардувальників. 20 серпня Амагісан-Мару в конвої № 2606 рушило з Балікпапану до Палау, куди прибуло 27 числа.
4—9 вересня 1943-го судно у складі конвою SO-404 пройшло з Палау до Рабаулу. Тут воно провело майже місяць і лише 5 жовтня рушило на північ як єдине судно конвою № 2052. 8 жовтня дещо менш ніж за дві сотні кілометрів на південь від Трука судно атакував американський підводний човен USS Gato. Він поцілив його однією торпедою, проте вона не здетонувала. 9 жовтня Амагісан-Мару дісталось Труку.

## Рейс до Південно-Східної Азії
Без затримки судно вийшло у наступний рейс до Південно-Східної Азії, Воно пройшло через Сайпан (Маріанські острови) й наприкінці жовтня 1943-го дісталось Сінгапуру. В наступні кілька тижнів воно відвідало Паданг (острів Суматра), потім знову Сінгапур, двічі заходило на острів Хальмахера та двічі на острів Амбон, перейшло до Балікпапану і 1 січня 1944-го вчергове дісталося Сінгапуру.
13—18 січня 1944-го Амагісан-Мару перейшло з Сінгапуру до Балікпапану, де прийняло вантаж авіаційного пального в бочках та 3 лютого вийшло до Мікронезії у складі конвою, який 14 лютого досягнув Труку.

## Загибель судна
17 лютого 1944-го по Труку завдало потужного удару американське авіаносне угруповання (операція «Хейлстоун»), яке змогло знищити в цьому рейді кілька бойових кораблів та близько трьох десятків інших суден. Невдовзі після опівдня літаки з авіаносця USS Bunker Hill уразили «Амагісан-Мару» 454-кг бомбою та торпедою. Судно швидко затонуло, загинуло 3 члени екіпажу.
Дайвери, що спускались до «Амагісан-Мару», виявили, окрім бочок з пальним, також запасні частини до літаків, вантажівки та мотоцикли.